# Estação Ferroviária da Moita
A estação ferroviária da Moita, igualmente conhecida como de Moita do Ribatejo, é uma interface da Linha do Alentejo, que serve a localidade da Moita, no Distrito de Setúbal, em Portugal.

## Descrição

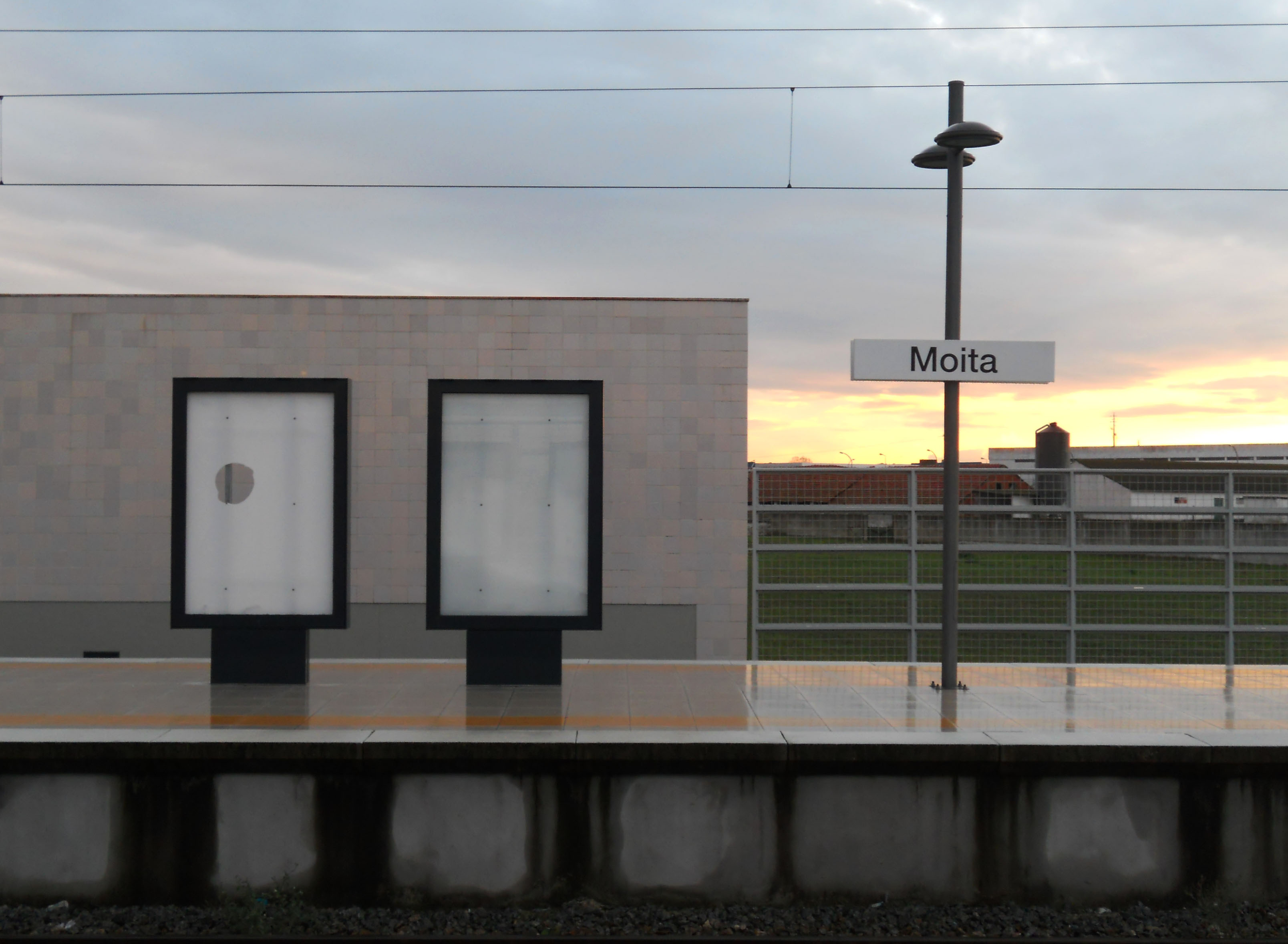
Plataformas na nova estação da Moita, em 2012.

### Localização e acessos
Esta interface situa-se junto ao Largo da Estação, na localidade da Moita.
A Carris Metropolitana opera, desde 2022, onze carreiras de autocarro que servem esta estação.

### Infraestrutura
Esta interface apresenta duas três de circulação, eletrificadas em toda a sua extensão, identificadas como I, II, e III, a primeira com 531 m de extensão e as restantes com 304 m, todas acessíveis por plataformas que têm entre 169 e 166 m de comprimento e 90 cm de altura; existe ainda uma via secundária, identificada como IV, não eletrificada e com comprimento de 225 m.

### Serviços
Esta estação é utilizada por serviços urbanos da Linha do Sado, assegurados pela operadora Comboios de Portugal.

## História

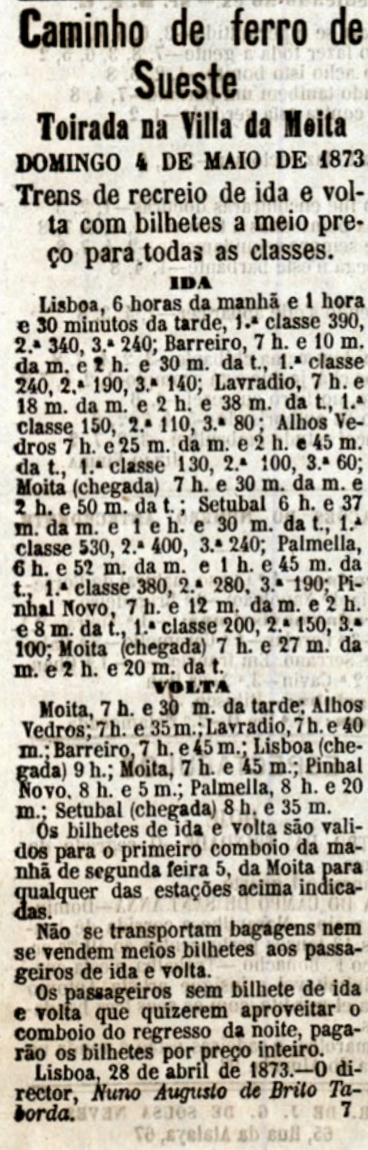
Anúncio de 1873 para comboios especiais a preços reduzidos até à estação da Moita, para uma tourada.

### Construção e inauguração
A gare ferroviária da Moita foi instalada como parte do programa para a construção de uma ligação ferroviária desde o Barreiro até Setúbal e Vendas Novas, iniciado na década de 1850 pela Companhia Nacional de Caminhos de Ferro ao Sul do Tejo. As obras começaram em 1855, utilizando via férrea em Bitola Internacional (1,44 m), e em Maio desse ano o Jornal do Comércio noticiou que as terraplanagens já tinham sido feitas até à gare da Moita. Em 25 de Julho, o Conselho Superior de Obras Públicas e Minas emitiu um parecer onde aprovou a planta do traçado que iria ter a linha até Vendas Novas e o ramal até Setúbal, tendo descrito que a via férrea iria deixar «a Moita e os Pegões apenas a 1.500 metros de distância. O lanço entre o Barreiro e Bombel entrou ao serviço no dia 31 de Maio de 1858. Porém, a inauguração oficial da linha férrea só se deu em 1 de Fevereiro de 1861, quando foi totalmente construída a via até Vendas Novas e Setúbal. De acordo com uma reportagem publicada no periódico Arquivo Pitoresco, em 1863, a linha férrea até Vendas Novas tinha sido «pouco lucrativa», sendo um dos motivos a circunstância de servir «apenas as três pequenas povoações do Lavradio, Alhos-Vedros e Moita.».

### Décadas de 1910 a 1960
Em 1913, a estação era servida por carreiras de diligências até às povoações da Moita, Aldeia Galega do Ribatejo, Samouco e Alcochete.
Em 1927, a Companhia dos Caminhos de Ferro Portugueses passou a explorar a rede ferroviária dos Caminhos de Ferro do Estado, que incluíam a Linha do Alentejo, tendo em seguida iniciado um grande programa para o desenvolvimento das antigas linhas estatais, incluindo na estação da Moita. Assim, nos princípios da Década de 1930 foi duplicada a linha férrea entre o Barreiro e o Pinhal Novo, tendo gare ferroviária da Moita sido provavelmente remodelada como parte das obras. Em 1933, a Comissão Administrativa do Fundo Especial aprovou a instalação de uma linha de saco, e em 1934, foram modificadas as vias e a estação foi alvo de grandes obras de reparação. Em 1939, a Companhia construiu abrigos de cimento armado em várias estações e apeadeiros suburbanos na margem Sul do Tejo, incluindo na estação da Moita.
Num edital publicado no Diário do Governo n.º 31, III Série, de 7 de Fevereiro de 1955, a Companhia dos Caminhos de Ferro Portugueses anunciou que tinha pedido autorização para estabelecer uma carreira de autocarros entre Évora e a estação do Barreiro, servindo várias localidades pelo percurso, incluindo a Moita.
Em 1960 for arborizada a «rua da estação dos Caminhos de ferro».
Em 1968, estava planeada a instalação de uma linha férrea na ponte sobre o Tejo ligando Lisboa à margem sul, que, oriunda de Campolide-A, entroncaria na então Linha do Sul junto à gare ferroviária da Moita, tendo intermediamente ligações à Siderurgia Nacional no Seixal e aos estaleiros da Lisnave em Almada. (Esta ligação iria concretizar-se só em 1999, com o novo segmento a entroncar em Pinhal Novo, e não na Moita.)

### Século XXI
Em 13 de Outubro de 2008, entrou em consulta pública o estudo de impacte ambiental sobre a Terceira Travessia do Tejo, que correspondia ao lanço entre as estações de Moscavide e da Moita, da planeada ligação ferroviária de alta velocidade. Na estação da Moita, a via férrea iria continuar até Montemor-o-Novo.

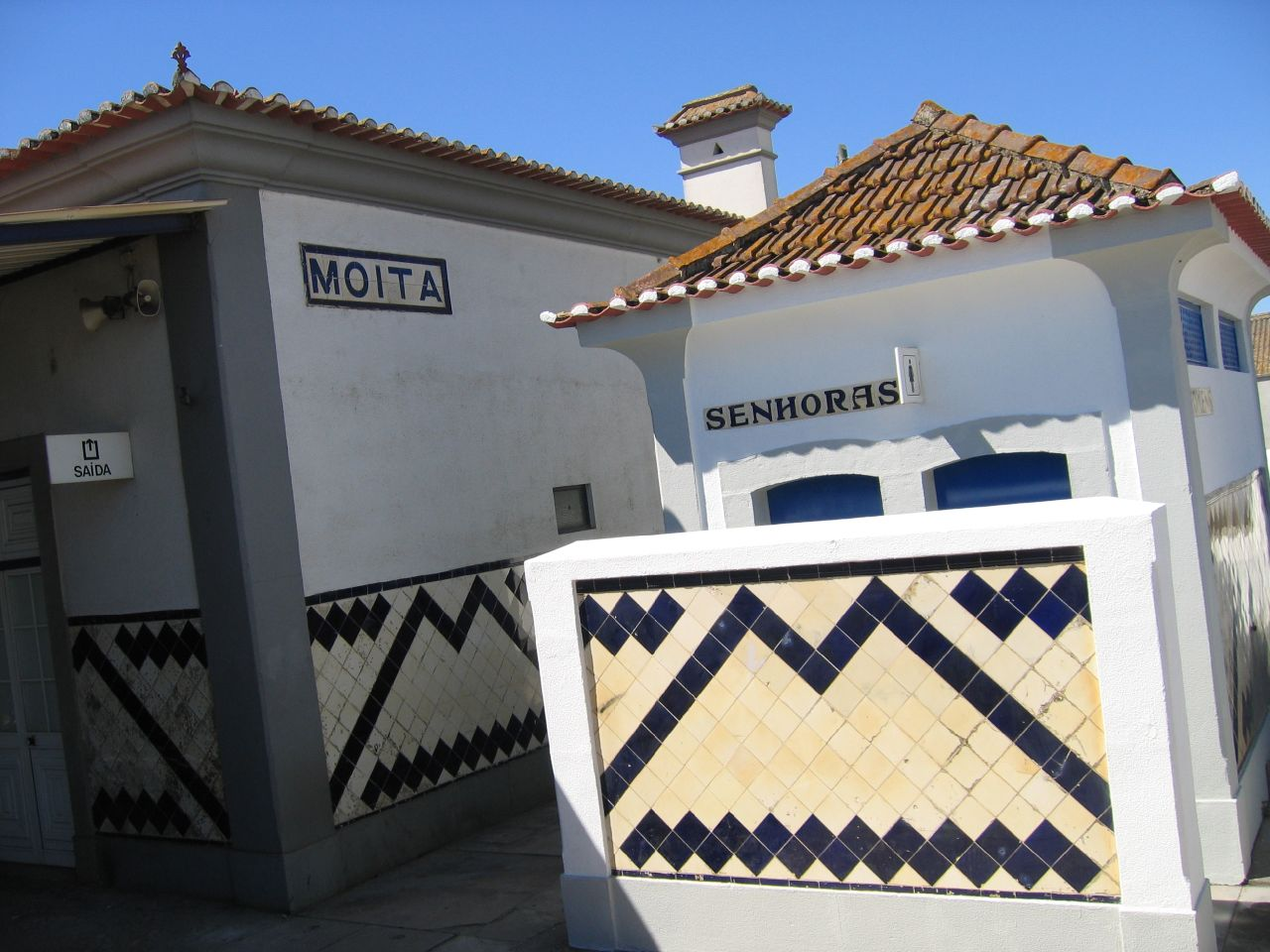
Lavabos e edifício de passageiros, dois anos antes da demolição, com o emblemático "M" no seu lambril azulejar.

Também em 2008, o edifício da estação da Moita foi demolido pela Rede Ferroviária Nacional, no âmbito do programa de modernização deste lanço da Linha do Alentejo. Esta decisão foi criticada pela Câmara Municipal da Moita numa carta aberta em Maio de 2010, tendo a autarquia considerado que a empresa não teve um comportamento adequado ao não dialogar no sentido da preservação do edifício para outros usos, e de não aproveitar a cedência prevista dos terrenos das oficinas e do antigo mercado municipal para construir a nova estação. O edifício original da estação, O edifício de passageiros, situado do lado norte da via (lado esquerdo do sentido ascendente, para Funcheira), apresentava uma configuração semelhante à de outras gares da península de Setúbal que foram alvo de um processo de remodelação na década de 1930. Um dos elementos mais destacados do edifício original eram os seus painéis de azulejos, formando, em mosaico, desenhos geométricos em branco e azul, representando a letra "M", correspondente à inicial do nome da estação.
Em Janeiro de 2010, um suicídio na estação do Lavradio levou a perturbações na circulação dos comboios entre as estações da Moita e do Barreiro. Em 17 de Dezembro de 2017, um homem morreu atropelado por um comboio perto da estação, levando a uma interrupção temporária na circulação ferroviária.

Em Janeiro de 2011, esta estação apresentava três vias de circulação, com 534 e 301 m de comprimento; as plataformas tinham todas 165 m de extensão, e 90 cm de altura — valores mais tarde alterados para os atuais.

## Leitura recomendada
- SANTOS, Luís (1995). Os Acessos a Faro e aos Concelhos Limítrofes na Segunda Metade do Séc. XIX. Faro: Câmara Municipal de Faro. 213 páginas